# Підскарбій
Підскарбій (лат. supremus thesaurarius, supremus rei monetariae magister)
1. у давній Польщі, Речі Посполитій урядовець найвищого рівня (ранг сьогоднішніх міністра фінансів, голови Національного банку), що відав скарбницею і монетними дворами, з XVI ст. член Сенату; з 1569 у Речі Посполитій існували окремі уряди великого коронного підскарбія і великого литовського підскарбія.
Згідно зі Статутом 1504 в обов'язки підскарбія входило:
- зберігання королівських клейнодів
- управління державною скарбницею, її прибутками і витратами
- контролював фінансовий стан держави і карбував гроші, як керівних монетних дворів
- до 1717 видавав платню найманому війську Речі Посполитої. З 1578 за видатками коштів слідкували обрані на Сеймі делегати
- займався адмініструванням маєтками Королівщини, що не мали призначених управляючих, на час безкоролів'я опікувався маєтками короля
- звітував про свою діяльність перед Сеймом

2. у Гетьманщині середини XVII-XVIII ст. генеральний п. - член генеральної старшини, який відав скарбницею Війська Запорозького.